# Rua Francisco Lourenço Johnscher
A Rua Francisco Lourenço Johnscher  é um logradouro do município de Curitiba, estado do Paraná.
A “Francisco Johnscher” é uma via localizada no bairro Boqueirão e o seu início ocorre no encontro com a Rua Maria Luiza Curial dos Santos, percorrendo grande extensão até o seu final que ocorre na esquina com a Rua Maestro Carlos Frank.

## Homenagem
Esta rua foi batizada com o nome de Francisco Lourenço Johnscher, empresário hoteleiro, dono de estabelecimentos referenciados como sendo hotéis de qualidade e tradição existentes na Curitiba da primeira metade do século XX (o Hotel Johnscher da Rua Barão do Rio Branco e o Grande Hotel Moderno cujo endereço foi na Rua XV de Novembro), fundador do Sindotel e sócio fundador do Rotary Club de Curitiba.

## História
Em 1965, através da Lei Ordinária n° 2608/1965, o então prefeito de Curitiba, Ivo Arzúa, determinou que uma via da capital recebesse a homenagem da cidade ao curitibano que prestou relevantes serviços filantrópicos e ajudou a estabelecer um padrão de qualidade à área hoteleira da capital.

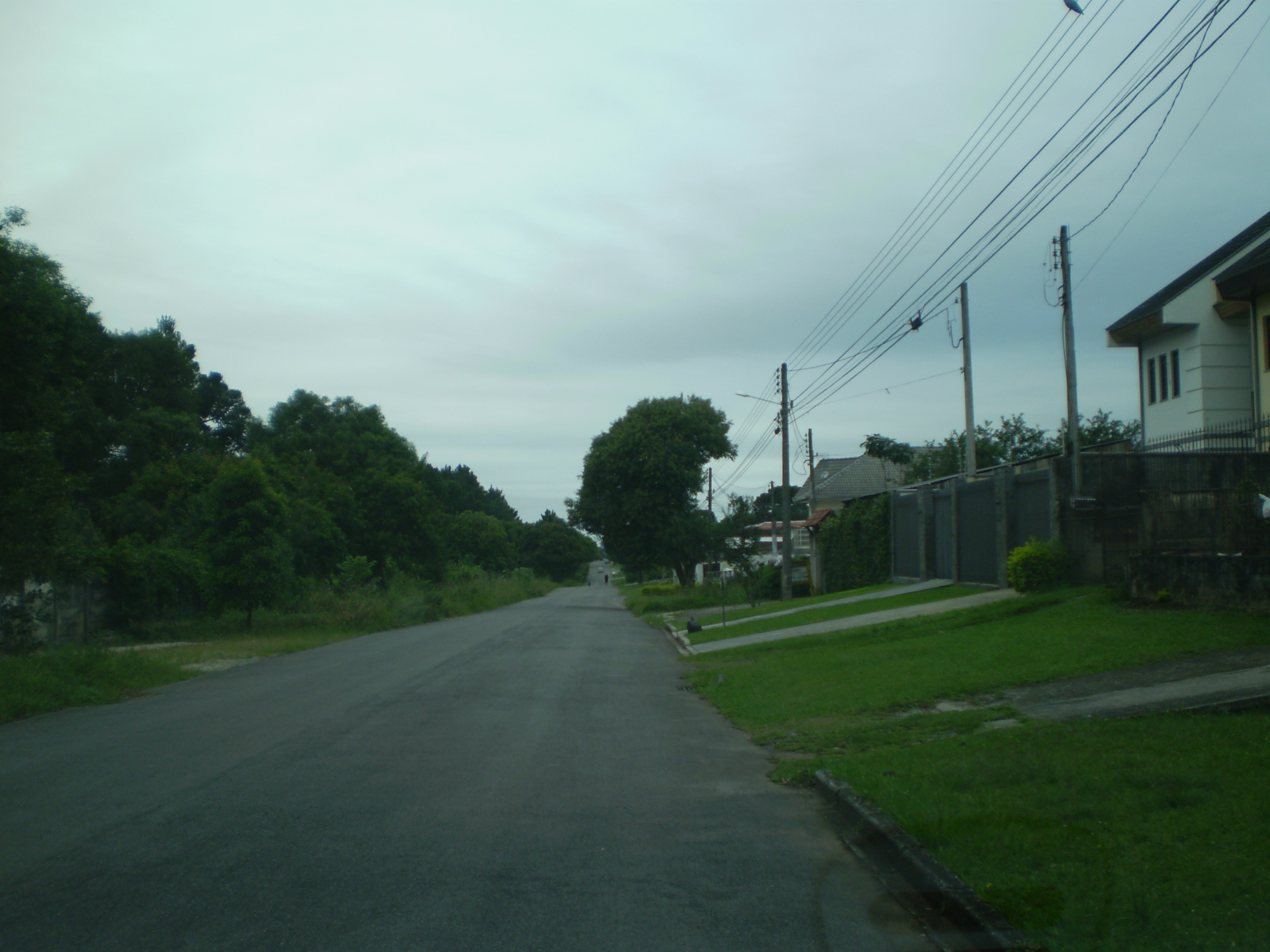
Rua Francisco L. Johnscher no bairro Boqueirão. A mata a esquerda faz parte do 5º Grupo de Artilharia de Campanha Autopropulsado